# Rozwiązywanie przestrzeni

Funkcje trygonometryczne, inspiracja nazw poszczególnych fragmentów tekstu poematu

Rozwiązywanie przestrzeni – nieukończony poemat Tymoteusza Karpowicza, w zamyśle autora druga część poematu Odwrócone światło. Fragmenty dzieła zostały opublikowane w 1989 roku pt. 
Rozwiązywanie przestrzeni : poemat polimorficzny (fragmenty) w Niezależnej Oficynie Wydawniczej.

## Geneza
Pierwsze teksty, które weszły w skład poematu, powstały przed 1972 rokiem, tj. datą publikacji Odwróconego światła. 
W 1976 roku Karpowicz wysłał Andrzejowi Falkiewiczowi 98 wierszy z planowanego poematu Przestrzenie, większość z nich znalazła się we fragmentarycznym wydaniu z 1989 roku.
W 1986 roku berliński Archipelag opublikował fragmenty poematu Rozwiązywanie przestrzeni (nr 1–2 [28–29]), które zostały później przedrukowane i wydane jako książka w Niezależnej Oficynie Wydawniczej w 1989 roku bez wiedzy i zgody poety.
w 1999 roku ukazał się tom Słoje zadrzewne, który także zawierał wiersze z planowanego poematu, tytuł dziewiątego rozdziału brzmi zresztą Rozwiązywanie przestrzeni.
Nad kształtem całości poematu autor pracował do końca życia.

## Forma
Podobnie jak w przypadku oryginalnej konstrukcji tomu Odwrócone światło, również w Rozwiązywaniu przestrzeni poeta grupował teksty według schematu: oryginał alfa, sześć „funkcji kąta alfa” w postaci sentencji: sinus, cosinus, tangens, cotangens, secans, cosecans oraz utwór „wymiar pokątny” .

## Warstwa znaczeniowa
W zamyśle autora, Rozwiązywanie przestrzeni miało stanowić „podróż do kresu «porządku moralnego» (Kant) i jego prapoczątku”.
Karpowicz w swoim poemacie sięgnął po zagadnienia związane m.in. z filozofią, logiką czy geometrią .